# St. Martinville
St. Martinville je město ve farnosti St. Martin Parish ve státě Louisiana. Při sčítání obyvatel v roce 2000 zde žilo 6 989 obyvatel. Pochází odsud například jazzový trumpetista Russell Jacquet.